# Кирпичне (Чаїнський район)
Кирпи́чне (рос. Кирпичное) — присілок у складі Чаїнського району Томської області, Росія. Входить до складу Підгорнського сільського поселення.

## Населення
Населення — 55 осіб (2010; 60 у 2002).
Національний склад (станом на 2002 рік):
- росіяни — 86 %